# Jana Stryková
Jana Stryková, née le 22 avril 1979 à Brno, est une actrice tchèque.

## Filmographie
- 2003 : Iguo-Igua (téléfilm) : Herecka v telenovele
- 2004 : Nadmerné malickosti: Muz, kterého chtejí (téléfilm) : Klára
- 2005 : Czechtekk Love (court métrage)
- 2006 : To nevymyslís! (série télévisée) : Servírka
- 2007 : Stop (téléfilm) : Kolegyne Irena
- 2006-2007 : Letiste (série télévisée) : Eliska Macesková
- 2009 : Hospoda U bílé kocky (téléfilm) : Kristýna
- 2010 : Bludicky (téléfilm)
- 2010 : Dokonalý svet (série télévisée) : Vanda Dvoráková
- 2013 : Doktori z Pocátku (série télévisée) : Katerina Vránová
- 2014 : Skoda lásky (série télévisée) : Lucie
- 2014 : The Icing
- 2014 : Zakázané uvolnení : Vladana
- 2014 : Transporter: The Series (série télévisée) : l'hotesse
- 2014 : Hodinový manzel : dcera Elisky
- 2015 : Child 44 : Mara
- 2015 : Policie Modrava (série télévisée)
- 2015 : V.I.P. vrazdy (série télévisée)
- 2011-2015 : Ordinace v ruzové zahrade 2 (série télévisée) : Katerina Vránová
- 2015 : Cerné jako smola (téléfilm)
- 2016 : Prahala : Bara
- 2016 : Jak se zbavit nevesty